# Andries Bicker
Andries Bicker (Amsterdam, 1586 – 1652) è stato un politico olandese.

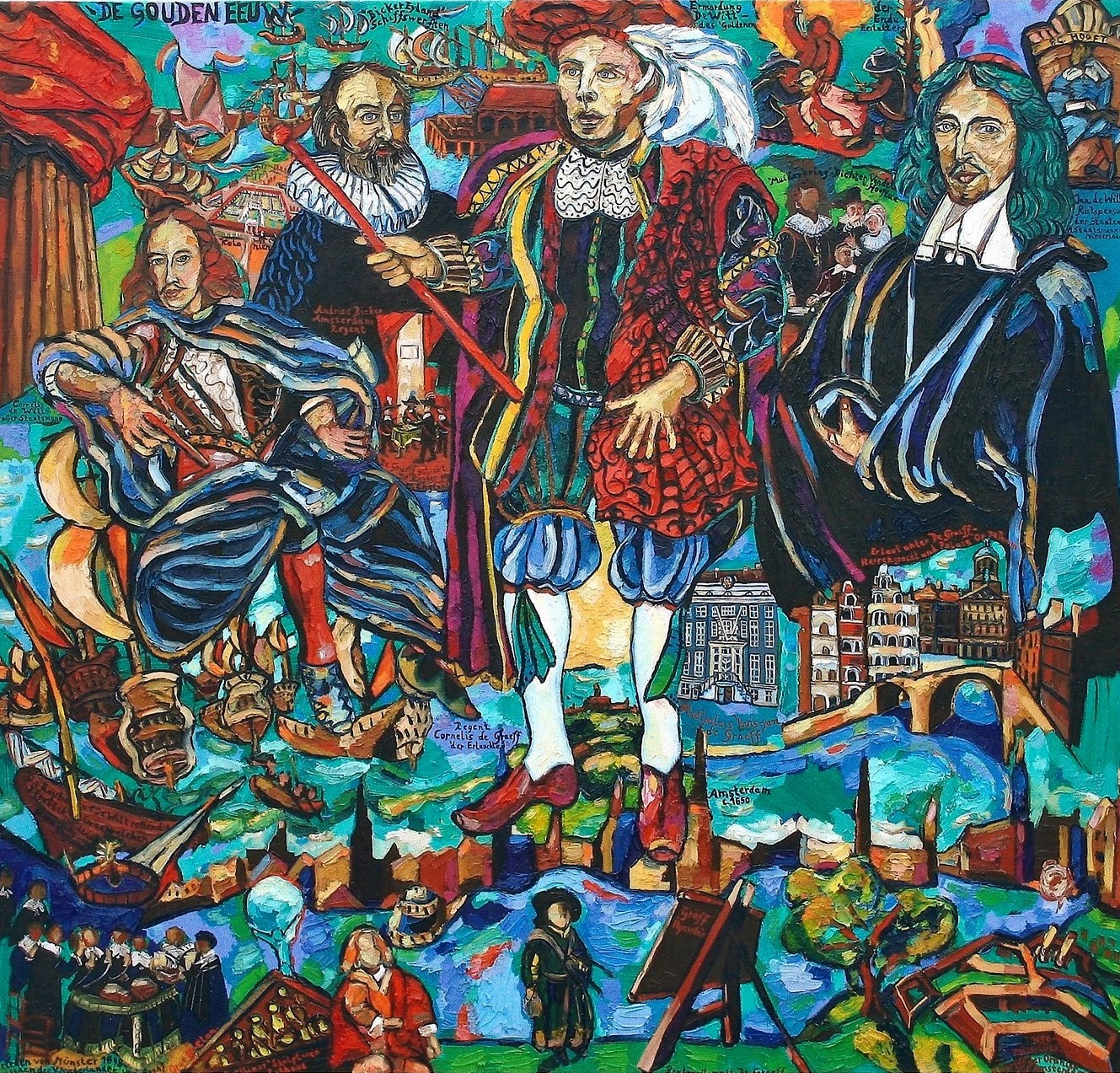
Dipinto storico "De Gouden eeuw" sulla famiglia De Graeff nel Secolo d'oro olandese. I protagonisti vengono mostrati intorno a Cornelis de Graeff (centrale) e ai suoi parenti Johan de Witt (giusto), Cornelis de Witt (sinistra) e Andries Bicker (secondo da sinistra), nonché ad alcuni eventi importanti di quel tempo. (dipinto di Matthias Laurenz Gräff, 2007)

Apparteneva alla famiglia Bicker, una delle famiglie patrizie più antiche di Amsterdam. Spregiudicato mercante, fu a capo della Compagnia olandese delle Indie orientali e venne eletto borgomastro di Amsterdam dal 1627 al 1650. Insieme alla sua famiglia allargata, la lega Bickerse, ricopriva una posizione di comando all'interno dell'oligarchia della città di Amsterdam. Era di tendenze repubblicane e uno dei più forti oppositori della Casa d'Orange. 
Lo storico e archivista olandese Bas Dudok van Heel ha scritto sull'influenza delle famiglie Bicker (in particolare Andries e Cornelis Bicker) e De Graeff (in particolare Cornelis e Andries de Graeff) e sulla loro mancanza di (alto) rango aristocratico: A Firenze famiglie come Bicker e De Graeff sarebbero stati principi senza corona. Qui avrebbero dovuto essere almeno elevati al grado di conte nel 1815, ma la nobiltà olandese meridionale non voleva tollerarlo. Ciò che hai ricevuto qui non è niente di intermedio e niente di completo.